# Ян Лям
Ян Павел Фердинанд Лям (пол. Jan Paweł Ferdynand Lam, 16 січня 1838, Станиславів — 3 серпня 1886, Львів) — польський письменник-сатирик німецького походження, журналіст та педагог.

## Біографія
Ян Лям народився в колишньому Станиславові (нині — Івано-Франківськ) у сім'ї урядника, який переселився сюди з Моравії. Його батько, німець Конрад Лям був комісаром скарбниці, який близько 1820 року прибув до Моравії з міста Ганау і був вимушений у 1831 році перебратися до Галичини після того, як там почалася церковна реакція та утиски щодо католиків. Натомість, його мати, Йоанна Зьолецька була полькою і намагалася прищепити сину любов до Польщі.
Певний час після народження Яна батько мешкав у Нарілі та Бучачі, де познайомився з власниками навколишніх будинків, зокрема, колишнім редактором журналу «Lwowianin» Людвіком Зелінським. У цих галицьких містечках Ян перебував під час весни народів 1848—1849 років.
Спочатку Яна навчала мати, яка прищеплювала йому палку любов до рідного краю, велику набожність та гонор. Саме протекція та материнське бажання спонукало Йоанну віднайти для малого сина церковно-навчальний заклад і вона у 1852 році (за іншими даними, навчався у гімназії лише рік) відправила сина до Бучацької гімназії при монастирі оо. василіян, яку той успішно закінчив. У 1855 році вступив до Львівського університету на філософський факультет, який закінчив у 1859 році.
І одразу ж після випуску в Яна почалися життєві «університети». Спершу це була участь в Італійській військовій кампанії (на боці цісаревича) — там Ян здобув неоцінений досвід виживання та побачив світ. По поверненню звідти, 1850 року, Ян змушений був заробляти собі на хліб приватним учителюванням, та водночас почав себе пробувати у чиновницькій та літературній сферах. Але чиновницька рутина не припала йому до душі й він зупинився на літературі (і не покидаючи приватне учителювання). В середині 1850-х років він написав кілька цікавих поетичних творів, які припали до душі літературній спільноті, тому згодом Ян отримав запрошення ввійти до складу кількох газетних редколегій. Як доволі грамотна, з вченим ступенем, молода особа, Ян був дуже затребуваний (на той час у Львові — бізнес та культурній столиці Польщі, постійно відкривалися газети, а на більш як 30 друкарнях — видруковувалися численні епістолярні витвори, як літераторів, так і графоманів). Редагуючи різні видання на теренах Галичини, він не цурався інших робіт (канцеляриста в графа, учителювання), які потім стали йому в пригоді при написанні його творів.
Черговою, та визначальною, віхою у його житті стало антиросійське повстання 1863—1864, яке відбулося на теренах Польщі, коли поляки повстали, потерпаючи від гніту російського царату. Відчуваючи себе поляком та маючи військовий досвід Ян нелегально перетнув кордон та примкнув до повстанців. Як досвідчений військовик, він у ранзі капітана суттєво приклався до збройної борні поляків й декотрі його військові звитяги стали відомі навіть в цісарській Австрії. Тому опісля того, як повстання захлинулося в крові, пролитої царськими карателями, Ян у 1864 році повернувся до Львова, але негайно був заарештований й змушений був відсидіти два роки в казематах. Такі ратні та суспільні звитяги надали Яну Ляму ще більшої поваги та авторитету в Станиславі, Львові, та й загалом в Галичині (куди хлинули потоки поляків-біженців, які рятувалися від царського гніту — нагадаймо, що Польща тоді була поділена між Австрійською та Російською імперіями і більшість її території, з Варшавою, була у складі Росії.
У 1865 році мешкав у містечку Козова, селі Вікторівка (маєток тестя). Побут манери провінційного містечка передано в повісті «Панна Емілія: Великий світ Цапович».
Ян Лам помер 3 серпня 1886 року та 6 серпня був похований у Львові на Личаківському цвинтарі (поле № 56).

## Творчий доробок
- 1856 — «Завихост» (пол. Zawichost) — історична поема;
- 1861 — «Марш Соколів» (пол. Marsz Sokołów) — гімн Польського гімнастичного товариства «Сокул»;
- 1869 — «Хроніки львівські» (пол. Kroniki lwowskie) — історична розвідка;
- 1869 — «Панна Емілія: Великий світ Цапович» (пол. Wielki świat Capowic) — сатирична повість;
- «Обід у Пана Йонеса» (пол. Obiadek u Pana Jonesa) — сатиричне оповідання;
- «Бал у графства» (пол. Bal u hrabstwa) — сатиричне оповідання;
- «Якби не той заєць» (пол. Gdyby nie ten zając!) — сатиричне оповідання;
- 1869 — «Пан комісар воєнний» (пол. Pan komisarz wojenny) — сатиричне оповідання;
- «Екстаза в Клекотові» (пол. Ekstaza w Klekotowie) — сатиричне оповідання;
- «Мандрівки пана Мацея» (пол. Wędrówki Pana Macieja) — сатиричне оповідання;
- «Польське щастя» (пол. Polskie szczęście) — сатиричне оповідання;
- «Скляний чоловік» (пол. Szklanny człowiek) — сатирична повість;
- «Автобіографія Яна Лама» (пол. Autobiografia J. Lama) — автобіографія;
- «Список у Бедфорд Ров» (пол. Spisek w Bedford Row) — сатирична повість;
- «Старожитній Звенигород і „Ячмінне поле“» (пол. Starożytny Dźwinogród i «Rożne Pole») — історична розвідка;
- 1880 — «Студія сеймова» (пол. Studia sejmowe);
- 1870 — «Королевич у Галичині» (пол. Koroniarz w Galicji) — сатирична повість;
- 1873 — «Голови до золота» (пол. Głowy do pozłoty) — сатирична повість;
- 1876 — «Ідеалісти» (пол. Idealiści) — сатирична повість;
- 1881— «Дивні кар'єри» (пол. Dziwne kariery) — сатирична повість.

## Вшанування
У квітні 1938 року, з нагоди столітнього ювілею від дня народження Яна Ляма, на фасаді будинку при вулиці Баторія (нині — Вулиця Князя Романа), 38, де він мешкав та помер встановлена пам'ятна таблиця. Збереглася дотепер.